# Чіманімані (Мозамбік, національний парк)
Національний парк Чіманімані (порт. Parque Nacional de Chimanimani) — охоронна територія поруч із Шімойо, столицею провінції Маніка в Мозамбіку. Він розташований в горах Чіманімані на кордоні з Зімбабве. Разом із зімбабвійським Національним парком Чіманімані утворює Транскордонний парк Чіманімані. У 2003 році він був заснований як національний заповідник. У 2020 році йому було надано статус національного парку.
З площею 656 км² парк захищає мозамбікську частину гір Чіманімані, включаючи гору Монте Бінга (2,436 м), найвищу вершину Мозамбіку. Парк має буферну зону (1,723 км²), яка простягається на нижчі райони на півдні, сході та півночі та включає лісові заповідники Морібан, Мпунга, Маронга та Зомба, які були засновані в 1953 році.

## Флора і фауна
У парку зустрічаються такі рідкісні види, як золотокіс рудоголовий та нічниця Myotis welwitschii .

## Культура
Місцеві жителі зберігають наскельні малюнки, давні традиції та вірування, що надає парку культурної самобутності.

## Доступ
До парку можна дістатися з міста Шімойо. Парк має кілька автомобільних сполучень з північною, південною та центральною частинами Мозамбіку, а також із Зімбабве.